# 윤희 (1982년)
윤희(본명: 최윤희, 1982년 1월 2일 ~ )는 대한민국의 가수이다.

## 학력
- 부산여자상업고등학교 졸업
- 한국방송예술교육진흥원 실용음악학과 졸업

## 경력
- 2012년 ~ 2018년 : 그룹 오로라 멤버

## 음반
- 2009년 빨리 와 / 하늘과 바다
- 2018년 아뿔싸 / 따따따
- 2019년 나 혼자 산다

## 수상
- 2011년 한국무용협회 개인 일반부 밸리댄스 챔피언 수상